# Hovanuncia monticola
Hovanuncia monticola is een hooiwagen uit de familie Triaenonychidae.